# Argynnis adippe

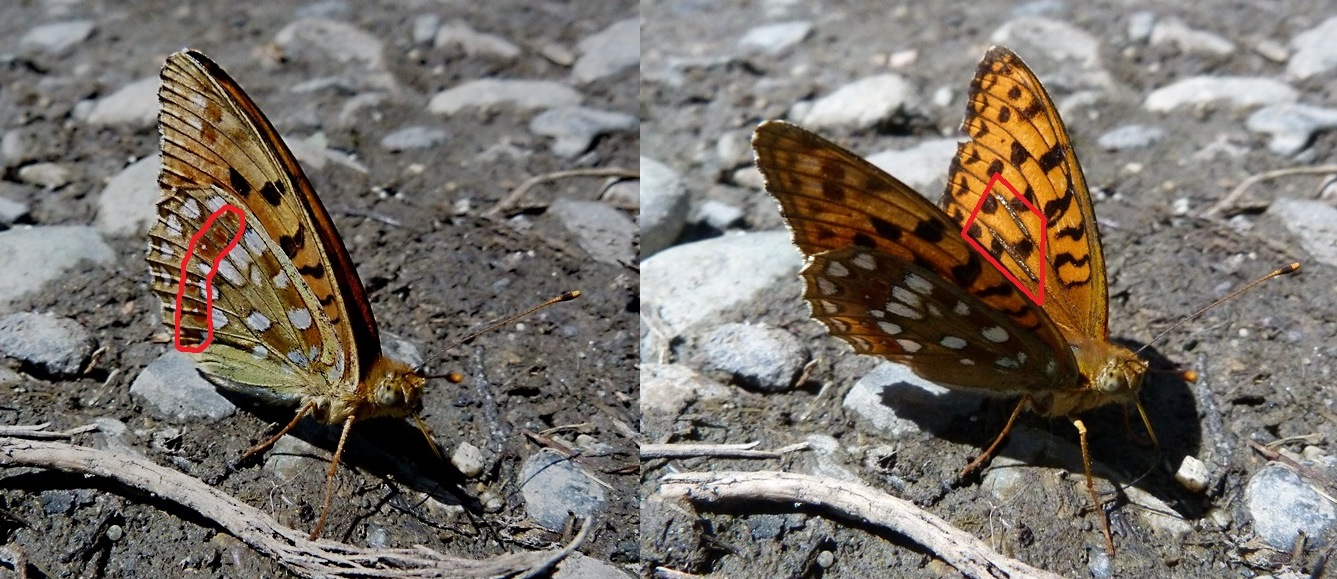
Macho fotografiado cerca del embalse de Cavallers, Alta Ribagorza.

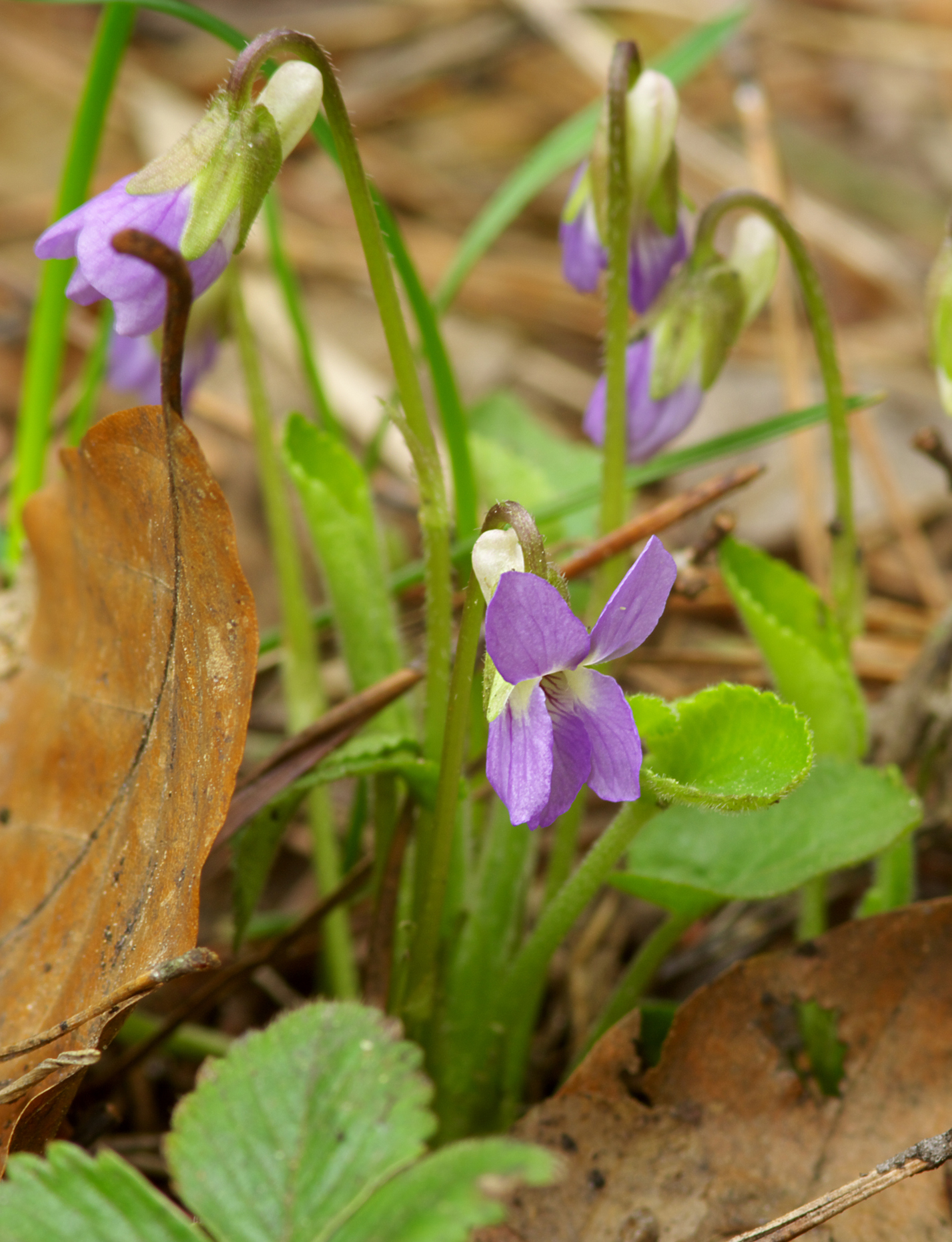
Viola hirta, una de las plantas nutricias de la oruga.

Argynnis adippe es un lepidóptero ropalócero de la familia Nymphalidae. (Denis & Schiffermüller, 1775)

## Distribución
Se encuentra al noroeste de África, Europa y el Asia templada. En Europa se encuentra entre el nivel del mar y los 2100 m s. n. m. Ausente en las islas mediterráneas excepto en Sicilia.
En la península ibérica se distribuye principalmente al norte y en el centro y sur habita en zonas de montaña.

## Descripción
Envergadura alar de entre 50 y 60 mm. Los machos se caracterizan por dos marcas androconiales en las venas V2 y V3 del anverso de las alas anteriores. 
El nombre común proviene de la serie de puntos rojizos que tienen en la zona postdiscal del reverso de las alas posteriores, detalle único de la especie.
En general se trata de una especie fenotípicamente muy variable, con numerosas subespecies de aspecto diferente y fáciles de confundir con otras especies similares.

## Hábitat
Prefiere zonas arbustivas secas y herbosas, así como claros en bosques abiertos. La oruga se alimenta de plantas del género Viola.

## Periodo de vuelo e hibernación
Una generación al año entre finales de mayo y agosto, según la localidad y la altitud. Hiberna en forma de oruga ya formada dentro del huevo.

## Comportamiento
Los imagos suelen visitar flores de cardos y bebederos. La puesta se realiza sobre los tallos u hojas de la planta nutricia o a en piedras cercanas. La oruga se alimenta por la noche.